# Blomsovarbin
Blomsovarbin (Chelostoma) är ett släkte solitära bin i familjen buksamlarbin. De är oligolektiska, det vill säga de drar nektar och pollen från ett begränsat antal blommarter. 

## Beskrivning
Blomsovarbin är avlånga, spolformade bin med svart grundfärg och gles, ljus behåring på övre delen av kroppen. På buken har honan en vit hårborste som hon använder för att samla pollen. I bakkanten av tergit 7 har de ingående arternas hanar olika utskott, som kan vara till hjälp för artbestämningen. De ingående medlemmarna varierar påtagligt i längd, från 4 till 15 mm.

## Utbredning
Släktet, som innehåller 55 arter, förekommer i större delen av Holarktis (norra halvklotet), med undantag av Kina och Japan.

### Arter i Sverige och Finland
I Sverige och Finland finns nedanstående 3 arter.
- smörblommebi (C. florisomne)
- småsovarbi (C. campanularum)
- storsovarbi (C. rapunculi)

## Ekologi
Blomsovarbina är vanligtvis oligolektiska, det vill säga specialiserade till en växtfamilj. Blåklockor är vanliga som värdväxter.
De ingående arterna är solitära (icke samhällsbildande) bin, där honan har hela ansvaret för att föda upp avkomman. Hon bygger sitt larvbo i existerande gnaghål av vedlevande insekter i ihåliga växtstjälkar eller i grenar med poröst innanmäte. De kan till exempel ofta ses i vasstak. I boet konstrueras larvcellerna i linje, och avdelas med mellanväggar som honan tillverkar av jord, lera eller sand blandat med saliv eller nektar.
Släktet har fått sitt svenska trivialnamn av hanarnas vana att övernatta inuti blommor.